# 王瑾 (學者)

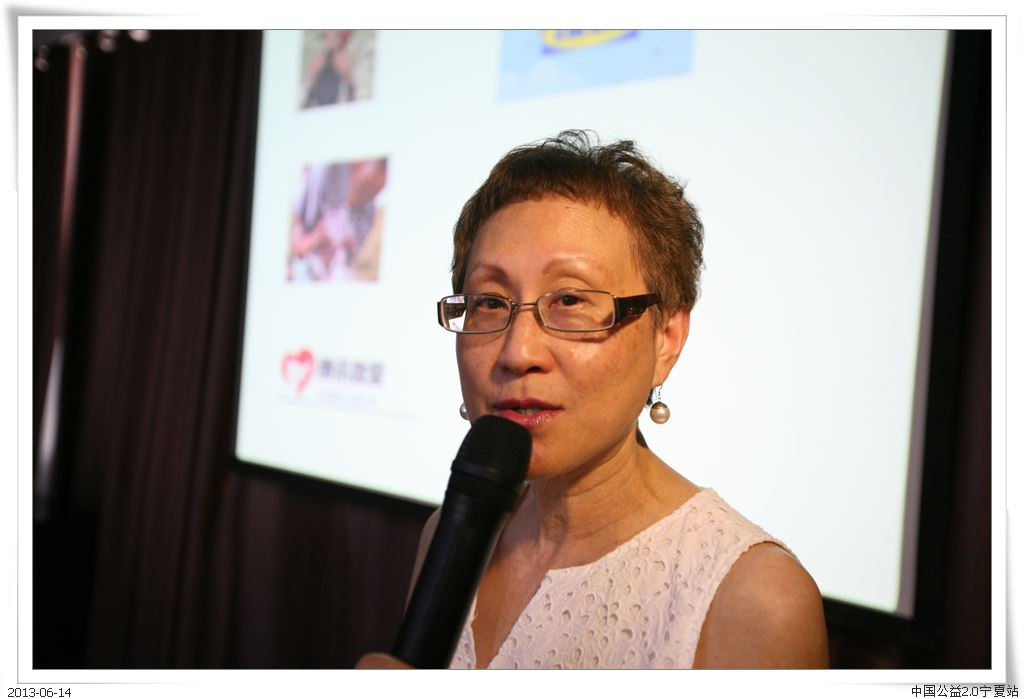
王瑾

王瑾（1950年—2021年7月25日），美国麻省理工学院中国文化研究教授、比较媒介系教授。新媒体行动实验室和「NGO2.0」项目创办人和负责人。
她於1985年获麻省大学比较文学博士学位，后担任麻省理工学院MIT比较媒介系和全球研究学系，曾在杜克大学任教16年。她兼任中山大学公益传播研究所主任，并担任中国科学与技术大学客座教授。同时也是知识共享中国大陆项目顾问委员会主席、维基媒体基金会顾问委员会顾问。

## 简历
2009年，麻省理工学院中国传媒与文化研究教授，比较媒介系兼任教授，新媒体行动实验室主任。
2005年，麻省理工学院外国语言与文学系系主任。
2000年，杜克大学东亚文化与制度研究中心主任，教授，亚非语言与文学系系主任。
2010年, 中山大学公益传播研究所所长。
2013年, 中国科学与技术大学客座教授。

## 教育
- 博士，比较文学专业，马萨诸塞大学安姆斯特分校，1985年[2]
- 硕士，比较文学专业，密西根大学，1975年[2]
- 学士，外国语言与文学专业，国立台湾大学，1972年[2]

## 社会职务
- Creative Commons中国大陆国际顾问委员会主席；
- 美国维基百科基金会顾问
- Positions: East Asia Cultures Critique
- Chinese Journal of Communication编委（(CJoC，Routledge Press）；
- Media Industries,编委
- 《传播与社会学刊》编委，香港中文大学出版社出版；
- 《广告与社会评论学刊》（Advertising & Society Review）编委；
- 英国利兹大学媒介产业研究中心顾问;
- 澳大利亚悉尼科技大学，中国社会与文化变迁研究中心，国际顾问委员会委员;

## 魏容容纪念奖学金（Candy R. Wei Memorial Scholarship）
王瑾教授于2001年在密歇根大学设立奖学金，以纪念她的女儿、一位杰出的青年艺术家、密歇根大学艺术系学生魏容容（Candy R.Wei） （页面存档备份，存于），该奖学金每年协助10-13名左右的艺术与设计学院的本科生出国进修。同时，密歇根大学艺术系也设立了一个永久性的艺术橱窗来展示魏容容的作品。

 容容生前最惦记的是她短短的一生会像过眼云烟，很快被人遗忘。她死後，我替她所做的种种都是在确定她永不会被世人忘记。我恳请看过她的创作、念过她的诗与小说、与懂得她的故事的朋友把她的网站(www.candywei.org)传送给亲人、朋友、以及朋友的朋友们。我每天都在耐心地等待着她在我的生命中重现。(《魏容容：轮回、死亡、艺术与疯狂》)

## 学术著作
- Brand New China: Advertising, Media, and Commercial Culture （页面存档备份，存于）

- High Culture Fever: Politics, Aesthetics, and Ideology in Deng's China   （页面存档备份，存于）
- The Story of Stone: Intertextuality, Ancient Chinese Stone Lore, and the Stone Symbolism of "Dream of the Red Chamber," "Water Margin," and “Journey to the West." In book series “Contemporary Interventions” (ed. Fredric Jameson and Stanley Fish). Durham and London: Duke University Press, 1992. [Second printing, 2000]